# Autopista del mar
Una autopista del mar és un corredor de transport marítim intensiu en la Unió Europea. La creació d'una xarxa de quatre autopistes de mar és una prioritat en la política d'infraestructures europees. Per la connexió marítima de diversos ports s'intenta de disminuir l'impacte ambiental del transport per carretera, evitar el col·lapse del trànsit a la xarxa de carreteres europees i oferir una alternativa de transport eficient per una combinació de transport marítim i fluvial. Paral·lement, la Unió estudia la possibilitat de crear una xarxa d'«autopistes» ferroviàries.

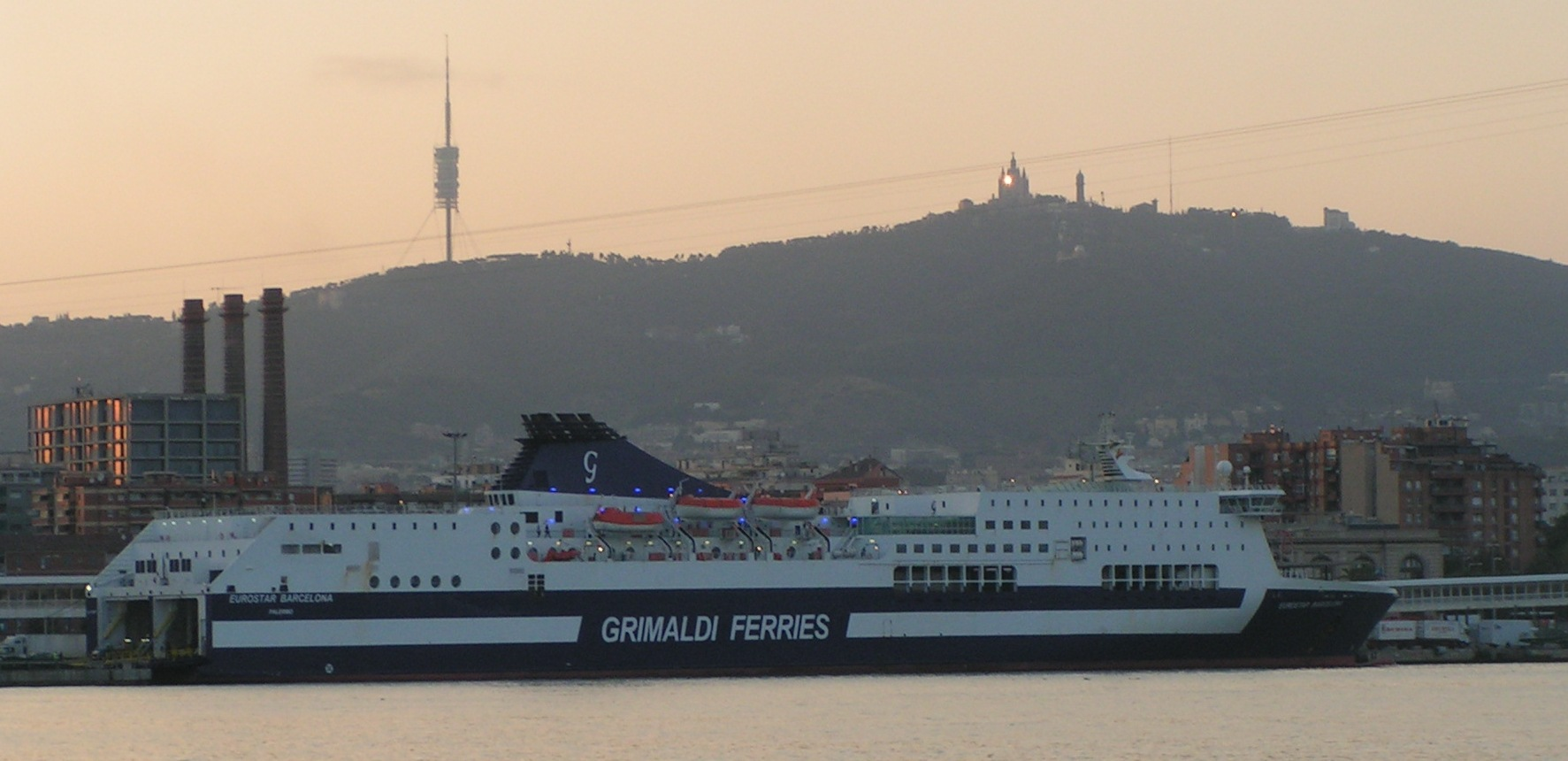
Un transbordador de la línia vers Civitavecchia al port de Barcelona.

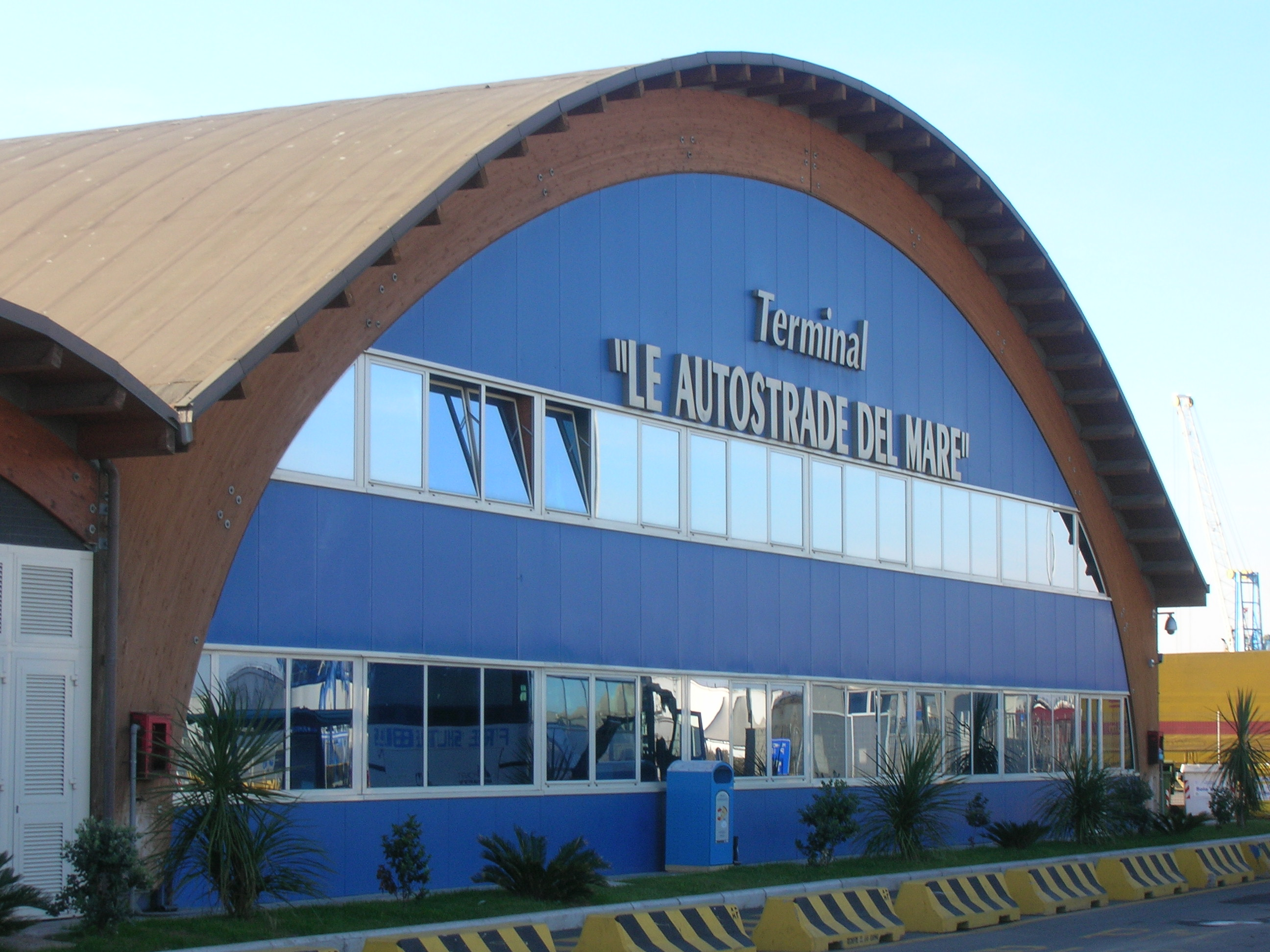
Terminal d'una autopista del mar a Civitavecchia (Itàlia).

El concepte d'autopista del mar va aparèixer per primera vegada al Llibre Blanc de Transports presentat per la Comissió Europea el 12 de setembre de 2001. L'any 2004 s'estableix un marc legal d'ajuts per fomentar-les, com que són considerades com un eix prioritari de desenvolupament i que han d'estar posades en marxa per a l'any 2010.
L'objectiu de les autopistes del mar és desenvolupar les capacitats portuàries de manera que es puguin connectar millor les regions perifèriques del continent europeu i interconnectar les xarxes dels Estats membres de la Unió Europea amb les dels països candidats a l'adhesió. Les rutes proposades com autopistes del mar hauran de respondre a una sèrie de criteris de qualitat. Les rutes hauran d'eludir els punts de congestió que representen els Alps, els Pirineus, el Canal de la Mànega i contribuir a un estalvi energètic, una reducció de la contaminació i un trànsit més fluid en la xarxa de transport terrestre. L'eficàcia depèn molt de la qualitat dels terminals als ports, que han d'assegurar una càrrega i descàrrega ultraràpida dels passatgers i de les mercaderies.

## Les quatre autopistes del mar
S'han disposat quatre àrees geogràfiques:
1. L'Autopista del mar d'Europa sud-occidental enllaça Espanya, França, Itàlia i fins i tot Malta amb l'autopista del mar d'Europa sud-oriental, per arribar fins al mar Negre. En l'àmbit del Short Sea Shipping (SSS), el transport marítim a distàncies curtes, el servei regular, sis vegades per setmana entre el port de Barcelona i Civitavecchia ha esdevingut una autopista del mar de referència de molta fiabilitat. Des del 2004 la línia regular que enllaça ambdós ports, el tràfic de mercaderies i de passatgers ha registrat un creixement constant. El 2012, Port de Barcelona permet desviar cada any més de 112.000 camions de les carreteres al mode marítim.[4] Un segona autopista és entre Barcelona i Gènova. El 2013 van afegir-se noves línies de transport de mercaderies amb Liorna i Savoia (regió) i una altra línia mixta amb Porto Torres a Sardenya.[5]
2. L'Autopista del mar d'Europa occidental enllaça la península Ibèrica amb el Mar del Nord a través de l'arc atlàntic. Un estudi del 2005 va comparar el cost del trànsit per carretera entre Irun i Hamburg amb el cost que tindria si aquesta càrrega viatgés per mar. El transport marítim resulta un 13% més econòmic i és un 8% més ràpid.[6] El setembre de 2010 va inaugurar-se la primera autopista entre Vigo i Nantes/Le Havre que després de deu mesos va transportar unes 13.000 unitats, 4500 més que l'autopista marítima entre Xixón i Nantes.[7]
3. L'Autopista del mar d'Europa sud-oriental enllaça l'àrea del Mediterrani més oriental, el mar Adriàtic amb el Mar Jònic i Xipre.
4. L'Autopista del mar Bàltic enllaça els països de la regió bàltica amb els d'Europa Central i del ponent.